# Thèze (Alpy Górnej Prowansji)
Thèze – miejscowość i gmina we Francji, w regionie Prowansja-Alpy-Lazurowe Wybrzeże, w departamencie Alpy Górnej Prowansji.

## Demografia
Według danych na rok 1990 gminę zamieszkiwało 130 osób, a gęstość zaludnienia wynosiła 12 osób/km². W styczniu 2015 r. Thèze zamieszkiwało 227 osób, przy gęstości zaludnienia wynoszącej 21 osób/km².